# James DePreist
James Anderson DePreist (Filadelfia, 21 de noviembre de 1936 - Scottdale, 8 de febrero de 2013) fue un director de orquesta estadounidense uno de los primeros afroamericanos sobresalientes en esa disciplina y director en Escuela Juilliard.

## Biografía
DePreist fue hijo de James y Ethel Anderson DePreist (1902–1990) y era sobrino de la contralto Marian Anderson.
En 1962 contrajo poliomielitis en una gira en Bangkok y en 1965 fue elegido por Leonard Bernstein como director asistente en la Filarmónica de Nueva York.
Fue durante tres décadas director de la Orchestre Symphonique de Québec, Orquesta Sinfónica de Malmö, Monte-Carlo Philharmonic Orchestra y la Oregon Symphony, además de apariciones regulares en el festival de Aspen, Orquesta Sinfónica de Boston, Orquesta de Filadelfia y la Juilliard Orchestra.
Sus actuaciones incluyeron puestos en Ámsterdam, Berlín, Budapest, Copenhague, Helsinki, Mánchester, Melbourne, Múnich, Praga, Roma, Róterdam, Seúl, Estocolmo, Stuttgart, Sídney, Tel Aviv, Tokio, Viena y Londres con la Orquesta Sinfónica de Londres en 2005.
Ha sido premiado y condecorado en varias oportunidades, en la Academia Estadounidense de las Artes y las Ciencias, Real Academia Sueca de Música, etc.
En el año 2005 recibió la Medalla de las Artes.

## Publicaciones
- The Precipice Garden (1987).
- The Distant Siren (1989).[3]

## Filmografía
- Nodame Cantabile (2009).